# Calodexia dives
Calodexia dives là một loài ruồi trong họ Tachinidae.